# Obusier de 155 mm CTR modèle 1904
L’obusier de 155 mm CTR modèle 1904 (CTR : court à tir rapide), est une pièce d'artillerie développée par Émile Rimailho, d'où son surnom de 155 mm Rimailho, adoptée par l'artillerie de l'armée française en 1905. Ces obusiers fabriqués à l'Arsenal de Bourges furent utilisés durant de la Première Guerre mondiale.

## Conception
Après le développement du canon de 75 mm modèle 1897, le lieutenant-colonel Rimailho s'est remis au travail pour fournir en 1897 un obusier de campagne de gros calibre à tir rapide. Malgré la contrainte d'avoir à utiliser des tubes récupérés sur des canons de 155 mm court modèle 1882 du système de Bange, il fait changer l'affût et rajouter un nouveau système de chargement ainsi qu'un frein de recul hydro-pneumatique. L'angle de tir en hauteur pouvait aller jusqu'à +43°. Le réemploi de ces tubes explique sa portée très limitée.
Pour favoriser sa mobilité, chaque pièce est transportée en deux fardeaux. Chaque pièce de 155 mm nécessite donc trois attelages de six chevaux : un pour la voiture affût, un pour la voiture porte-canon et un pour une voiture caisson.

## Artillerie lourde d'armée

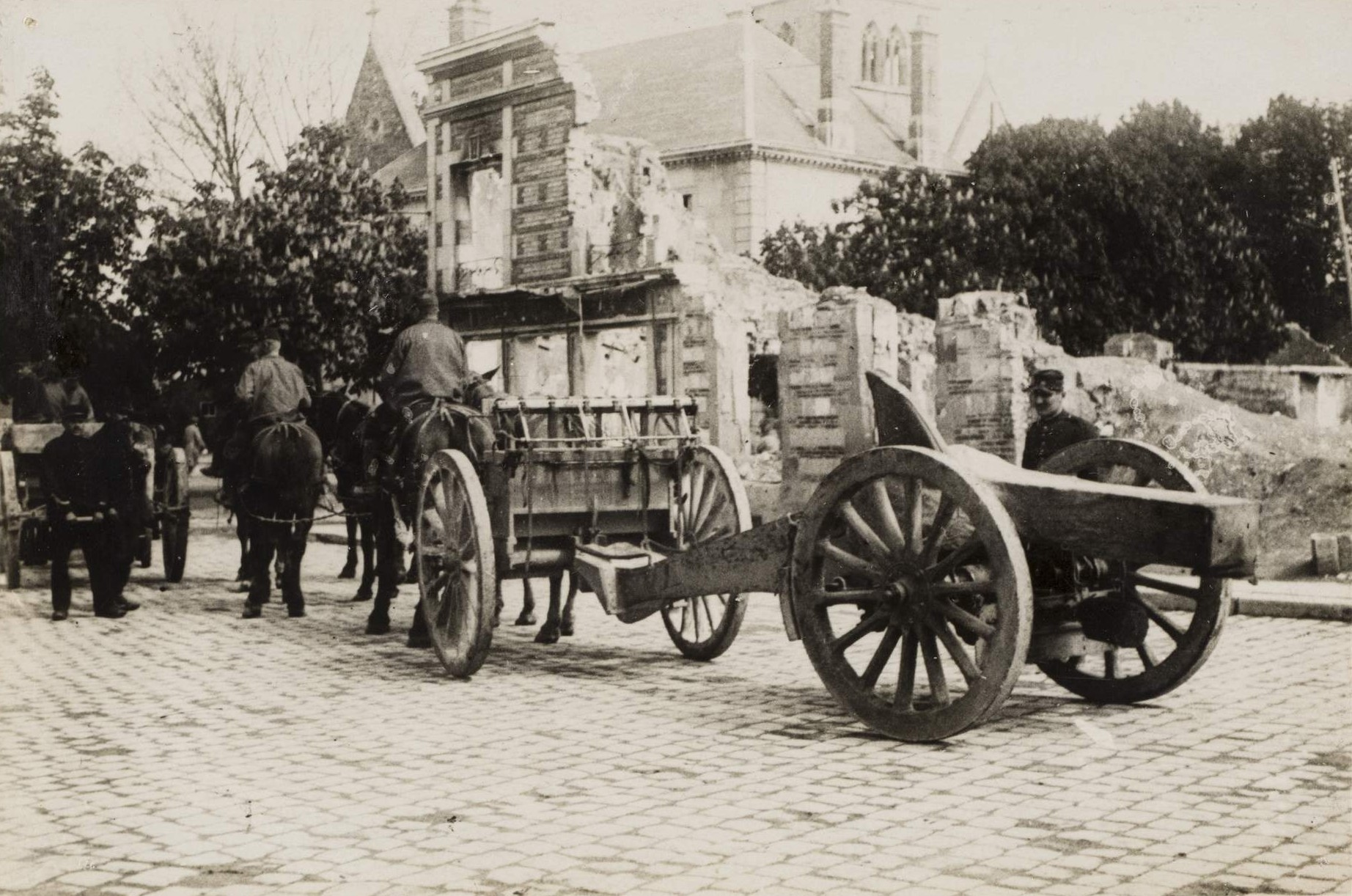
Un « 155 » aux environs de Reims, en route pour le front.

Ces obusiers étaient destinés à fournir l'artillerie lourde de campagne jugée nécessaire pour compléter le canon de 75 mm qui équipe massivement les régiments d'artillerie français, théoriquement pour tirer sur des fortifications de campagne (tranchées, abris, etc.). Le modèle 1904 devait servir en attendant la production de matériels plus modernes.
Quatre obusiers forment une batterie, trois ou quatre batteries forment un groupe. Dans un premier temps, les obusiers équipent le 4e groupe de certains régiments d'artillerie de campagne (les 2e, 12e, 15e, 20e, 31e et 32e RAC). Puis au printemps 1914, ces groupes entrent dans la composition des cinq nouveaux régiments d'artillerie lourde (1er au 5e RAL), régiments destinés à fournir l'artillerie lourde de campagne aux cinq armées prévues par le plan de mobilisation.

## Emploi en 1914-1918
Il y a 104 pièces de 155 CTR affectées en août 1914 au sein des cinq régiments d'artillerie lourde, chacune approvisionnée à 540 coups, avec un total de 78 000 coups.

« Je vis arriver les Rimailho, canons de 155 à tir rapide ; j'admirai ces ingénieuses mécaniques ; j'eus ensuite occasion de comprendre que le tir rapide, comme la poudre sans fumée, sont des idées de cabinet. Le tir rapide fait qu'on manque bientôt d'obus ; mais surtout il échauffe les pièces et les met hors d'usage. Et j'ajoute que le Rimailho avait une portée ridiculement courte ; c'est pourquoi il fallait bien le rapprocher des lignes. Les gros obusiers allemands portaient à douze kilomètres ; ainsi ils se tenaient à peu près hors d'atteinte. »

— Alain, Souvenirs de guerre.

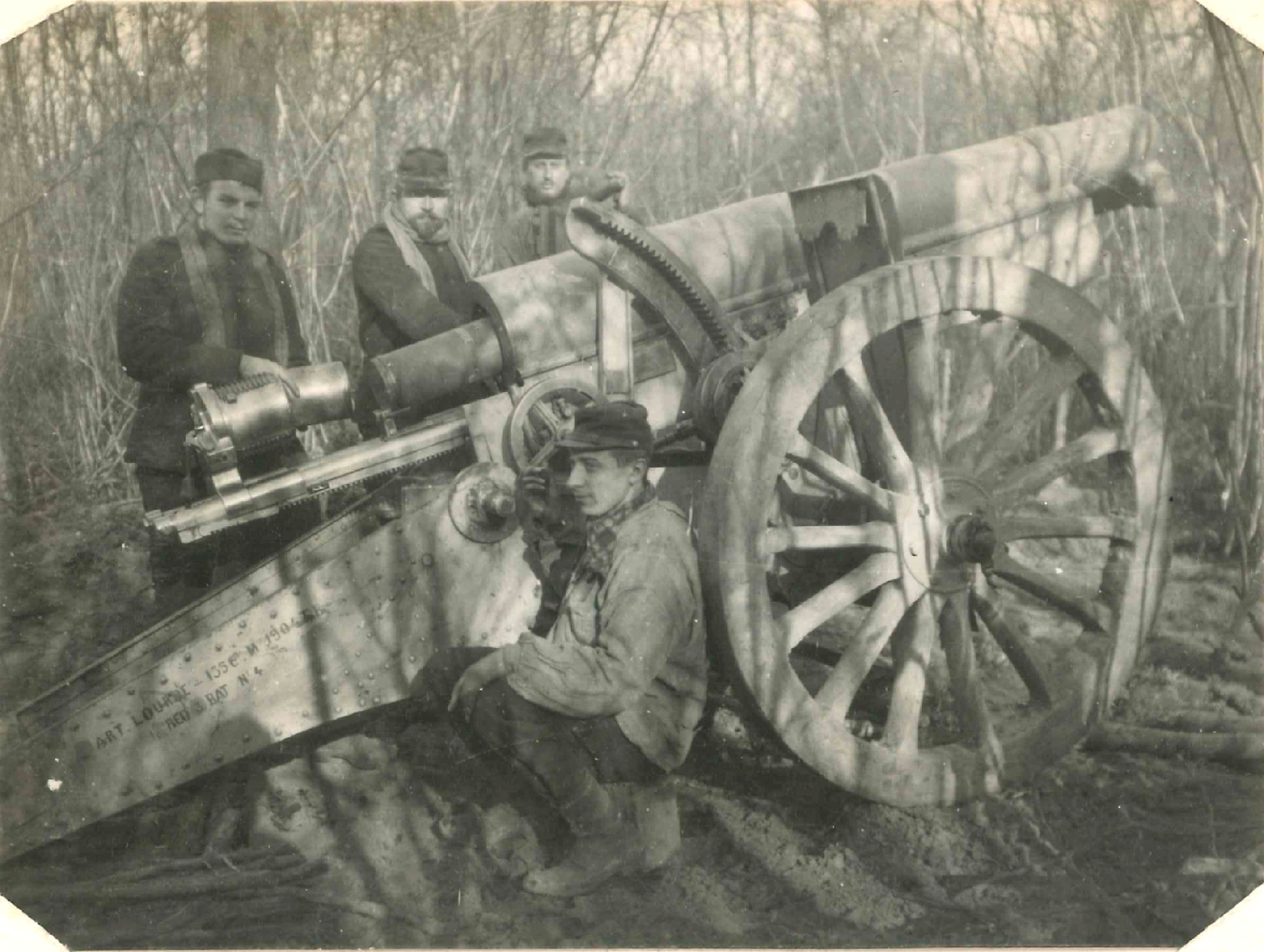
Obusier 155 Rimailho, Gernicourt (Aisne), janvier 1915

Pour améliorer la portée lors de la Première Guerre mondiale, les artilleurs augmentaient la charge de poudre, d'où une usure très rapide des tubes. Les obusiers de 155 mm CTR modèle 1904 sont progressivement retirés du service jusqu'au dernier, remplacés par les canons de 155 C modèle 1915 Saint-Chamond et modèle 1917 Schneider.